# Miroslav Miklošovič
Miroslav Miklošovič (* 21. října 1950, Banská Bystrica) je bývalý slovenský hokejista, útočník. Jeho manželkou je bývalá kapitánka basketbalové reprezentace Československa Božena Miklošovičová-Štrbáková.

## Hokejová kariéra
V československé lize hrál za Slovan Bratislava CHZJD, Duklu Jihlava a Duklu Trenčín. Ve druhé lize hrál i za ZVL Skalica. Se Slovanem získal v roce 1979 mistrovský titul. V mistrovské sezoně nastupoval nejčastěji jako pravé křídlo s Milanem Mrukviou a Dušanem Žiškou. Za reprezentaci Československa nastoupil 11. února 1974 v utkání proti Finsku v Helsinkách.

## Klubové statistiky
| Sezona    | Klub                    | Soutěž  | Základní část | Základní část | Základní část | Základní část | Základní část |
| Sezona    | Klub                    | Soutěž  | Z             | G             | A             | B             | TM            |
| --------- | ----------------------- | ------- | ------------- | ------------- | ------------- | ------------- | ------------- |
| 1971/1972 | Slovan Bratislava CHZJD | 1. liga | 9             | 2             | 1             | 3             | 6             |
| 1972/1973 | Slovan Bratislava CHZJD | 1. liga | -             | -             | -             | -             | -             |
| 1976/1977 | Dukla Jihlava           | 1. liga | -             | -             | -             | -             | -             |
| 1978/1979 | Slovan Bratislava CHZJD | 1. liga | -             | -             | -             | -             | -             |
| 1979/1980 | Slovan Bratislava CHZJD | 1. liga | 38            | 12            | 16            | 28            | 12            |
| 1980/1981 | Dukla Trenčín           | 1. liga | 38            | 4             | 18            | 22            | 18            |
| 1981/1982 | Dukla Trenčín           | 1. liga | 37            | 4             | 10            | 14            | -             |
| 1982/1983 | Dukla Trenčín           | 2. liga | -             | 17            | -             | -             | -             |
| 1983/1984 | ZVL Skalica             | 2. liga | -             | -             | -             | -             | -             |
| 1984/1985 | ZVL Skalica             | 2. liga | -             | 17            | 27            | 44            | -             |
| 1985/1986 | ZVL Skalica             | 2. liga | -             | 18            | 27            | 45            | -             |